# William Ashhurst
Pour les articles homonymes, voir Ashhurst.
William Ashhurst ou Ashurst (26 avril 1647 - 12 janvier 1720) est un banquier anglais et homme politique whig qui siège à la Chambre des communes anglaise et britannique entre 1689 et 1710. Il est lord-maire de Londres de 1693 à 1694.

## Jeunesse
Ashurst est le fils de Henry Ashurst, Merchant Taylor, de Watling Street et Hackney, Middlesex, et de Judith Reresby, fille de William Reresby, marchand, de Londres. Il est apprenti chez son père en 1662 et devient Freeman de la Merchant Taylor's Company en 1669. Il épouse Elizabeth Thompson, la fille de Robert Thompson, marchand, de Newington Green, Surrey, par licence datée du 31 août 1668.

## Carrière
Ashurst devient un drapier de laine, faisant du commerce avec l'Amérique du Nord. En 1679, il devient conseiller commun du quartier de Bread Street. À la mort de son père en 1680, il hérite de la propriété de Watling Street, de Castle Hedingham dans l'Essex et de six autres maisons. Il devient membre et trésorier de la New England Company en 1681 et est vérificateur des comptes de Bridgehouse de 1682 à 1684.
Ashurst est nommé sous-lieutenant en 1687 et élu conseiller municipal de Bread Street le 12 août 1687. Il devient maître de la Merchant Taylors Company pour l'année 1687 à 1688 et est fait chevalier le 29 octobre 1687. En 1688, il change de paroisse et devient échevin de Billingsgate. Il est également nommé président du Christ's Hospital en 1688. Il est un bon ami d'Edmund Calamy et est un anticonformiste comme le reste de sa famille, il est donc un partisan actif de la Glorieuse Révolution. En 1689, il devient colonel du Yellow Regiment, London Trained Bands, pendant un an et vice-président de l'Honorable Artillery Company (HAC) de 1689 à 1703. Il est également juge de paix pour Middlesex et, aux élections générales anglaises de 1689, est élu député Whig de la ville de Londres au Parlement de la Convention (1689). Il est ensuite nommé commissaire chargé d'empêcher l'exportation de laine de 1689 à 1692.
Ashurst est battu lorsqu'il se présente pour la ville de Londres aux élections générales anglaises de 1690, mais est élu shérif de Londres pour l'année 1691 à 1692. Il est de nouveau battu lorsqu'il se présente à une élection partielle pour la ville de Londres le 2 mars 1693. Il est choisi comme Lord-maire de Londres pour l'année 1693 à 1694. Il est colonel du White Regiment de 1694 à 1702. Aux élections générales anglaises de 1695, il est réélu député de la ville de Londres et signe l'Association le 27 février 1696. Il est relativement actif au Parlement, soutenant une mesure visant à réparer les routes d'Islington et de St Pancras et il soutient l'exclusion de John Fenwick en novembre 1696. Il devient gouverneur de la New England Company en 1696 pour le reste de sa vie. En janvier 1697, il présente au Parlement un projet de loi pour achever la construction de la cathédrale Saint-Paul. Il devient administrateur de la Banque d'Angleterre en 1697 et sert à intervalles réguliers jusqu'en 1714. En 1697, il devient gouverneur de la Highgate School. En juillet 1698, il est nommé à un poste lucratif de commissaire à l'accise et est réélu député de la ville aux élections générales anglaises de 1698. Il vote avec les Whigs contre le Disbanding Bill en 1698 et 1699 et pour l'armée permanente le 18 janvier 1699. Une loi est adoptée en 1700 qui empêche les commissaires de l'accise de siéger au Parlement, et il démissionne de son poste au sein de la Commission. Il est réélu au Parlement lors des deux élections générales de 1701, mais est battu lors des élections générales anglaises de 1702.
Ashurst est réélu au Parlement en tant que Whig aux élections générales anglaises de 1705 et vote pour le candidat de la Cour à la présidence le 25 octobre 1705. Il soutient la Cour dans ses démarches sur la clause de place dans le projet de loi de régence du 18 février 1706 et est récompensé par un poste de commissaire pour avoir reçu le prêt à l'Empereur. Il siège à plusieurs comités et est actif sur un projet de loi visant à encourager la Royal Lustring Company. Il est à nouveau colonel du régiment blanc de 1707 à 1710. Aux élections générales britanniques de 1708, il est réélu député Whig de la ville de Londres. Il devient président de l'Honorable Artillery Company en 1708. Au Parlement, il soutient la naturalisation des Palatins en 1709 et vote la destitution du Dr Sacheverell en 1710. Il redevient sous-lieutenant en 1710. Il est battu aux élections générales britanniques de 1710. En 1714, il est nommé à nouveau commissaire à l'accise, ce qui l'empêche de se représenter au Parlement. Il devient également colonel du régiment blanc pour le reste de sa vie. En 1719, il est gouverneur de l'hôpital St Thomas.

## Dernières années et héritage
A la campagne, Ashurst habite dans un manoir en briques rouges de style Queen Anne qu'il construit dans la cour extérieure du Château de Hedingham après son achat du château en 1693 . Il est mort le 12 janvier 1720, « après un très longue indisposition ». Lui et sa femme ont sept fils et quatre filles dont un fils et une fille sont décédés avant lui.